# تشاة بهن (مقاطعة فسا)
تشاة بهن (بالفارسية: چاه پهن) هي قرية تقع في قسم كوشك قاضي الريفي في إيران. يقدر عدد سكانها بـ 238 نسمة بحسب إحصاء 2016.